# 阿图尔·德·赫雷夫
阿图尔·德·赫雷夫（荷蘭語：Arthur de Greef，1862年10月10日—1940年8月29日），比利时弗拉芒钢琴家，作曲家。早年在布鲁塞尔音乐学院学习，后赴魏玛师从李斯特，成为一名出色的钢琴演奏家，并留下许多珍贵录音。格里夫的音樂主要呈晚期浪漫主义风格，在一定程度上类似於拉赫玛尼诺夫的創作。

## 外部連結
- 赫雷夫的免费乐谱，由国际乐谱典藏计划提供